# .dok
.dok (auch den oppene Kanal) war ein luxemburgischer Privatsender. Das Programm ging 2003 erstmals auf Sendung und war in nahezu allen Kabelnetzen in Luxemburg zu empfangen.
Der Sendebetrieb wurde am 1. Januar 2024 eingestellt.
Im Unterschied zu den namensverwandten „offenen Kanälen“ und anderen nichtkommerziellen Sendern in Deutschland und anderen Ländern arbeitete .dok rein privatwirtschaftlich. Sendezeit wurde nur gegen entsprechende Entgelte bereitgestellt. Darin war dann aber auch kommerzielle Werbung erlaubt.
Den oppene Kanal kooperierte seit April 2007 mit OK54 aus Trier. Einige Programmbestandteile waren seitdem bei beiden Sendern zu finden.
.dok produzierte auch die „dok-Show“, eine Talkshow mit jeweils drei bis vier Gästen. Moderiert wurde die Sendung von Journalist Maurice Molitor. Seit Herbst 2007 wurde die Sendung auch sonntags im Programm von RTL Télé Lëtzebuerg ausgestrahlt.